# Procambridgea hilleri
Procambridgea hilleri är en spindelart som beskrevs av Davies 200. Procambridgea hilleri ingår i släktet Procambridgea och familjen Stiphidiidae.
Artens utbredningsområde är Queensland. Inga underarter finns listade i Catalogue of Life.